# Frederiks Kirke (Viborg Kommune)
|  | Denne artikel omhandler Frederiks Kirke imellem Karup og Viborg. Andre kirker med lignende navne, se Frederiks Kirke. |
Frederiks Kirke er sognekirke beliggende i udkanten af byen Frederiks i Frederiks Sogn. Kirken blev indviet i 1766 og er tegnet af kongelig bygmester G.D. Anthon.

## Kirkens historie
Kirken har en ganske særlig historie, idet den oprindelig blev bygget til de tyske kolonister – kartoffeltyskerne – som fra 1759 kom til Danmark og bosatte sig på Alheden, hvor de oprettede de to landsbyer Havredal og Grønhøj. Før de ankom, var de blevet lovet en kirke, og i 1766 blev kirken for kongens regning bygget midt imellem de to byer.
Indvandrerne kom fra tre forskellige trosretninger, 75% var lutheranere, og resten var reformerte undtaget et lille antal katolikker. Kolonisterne skulle selv slæbe fundamentstenene til kirken, resten af byggeriet var kongens sag. I slutningen af 1765 stod kirken færdig
som en klassicistisk bygning med store vinduer og afvamlede gavle. Omegnens folk kaldte den "Frederiks tyske kirke".
Kirken var kongens (statens) ejendom lige til 1935, da den overgik til ejendom for sognebeboerne. Oprindelig tjente den som kirke for både lutheranerne og de reformerte blandt de tyske kolonister, men fra midten af 1800-tallet var der ikke flere reformerte tilbage. Indtil 1823 blev der udelukkende prædiket på tysk i Frederiks Kirke, og derefter både på tysk og dansk indtil 1870, da de tyske gudstjenester ophørte.

## Kirkens ydre
Frederiks Kirke var fra begyndelsen et meget enkelt klassicistisk hus, symmetrisk med valmtag, store vinduer og uden tårn eller våbenhus. Tagformen og kirkens størrelse var bestemt af, at bygmesteren skulle genbruge tagkonstruktionen fra et nedlagt teglværk i den nærliggende landsby Skræ. Da det viste sig, at taget ikke var stabilt, måtte man i midten af 1800-tallet bygge en mur til forankring af det i kirkens vestende, hvor taget således ikke længere fremtræder afvalmet. Samtidig fik man mulighed for at bygge et ophæng til kirkeklokken og 1866 blev våbenhuset bygget ved den vestlige gavl.

## Kirkens indre
Kirken er ganske enkelt indrettet. Altertavlen er i barokstil og er fremstillet i 1766, da kirken blev bygget. Ved en større restaurering i 2003 blev altertavlen forgyldt og der blev indsat et nyt altermaleri af kunstneren Maja Lisa Engelhardt, som også har tegnet tæppet mellem alteret og knæfaldet. De to tidligere alterbilleder fra 1766 og 1866 er ophængt i kirken. Prædikestolen er den oprindelige fra 1766, mens døbefonten er en granitfont fra 1929, hvor den afløste en oprindelig træfont, som nu er anbragt på loftet. En syvarmet lysestage er en gave fra en sognebeboer. Orglet, som er på 12 stemmer, er udført af orgelbyggerfirmaet Bruno Christensen og Sønner, Terkelsbøl.
På kirkegården står en mindesten med slægtsnavnene på de oprindelige tyske kolonister. Under årstallene 1759 – 1959 og verslinjerne Fra fremmed land de kom, og Danmarks Sønner blev. Her i sten dem Slægten minderuner skrev er følgende navne anført: Agricola, Betzer, Bitsch, Bräuner, Bärthel, Cramer, Dickes, Dürr, Frank, Harritz, Herbel-Schmidt, Hermann, Herold, Jung, Krath, Kriegbaum, Lajer, Lauth, Marquard, Maul, Morratz, Gantzhorn, Marcher, Philbert, Rost, Schønheider, Wacher, Wendel, Winkler, Würtz.
Frederiks Kirke fungerer også som vejkirke.